# Млинка
Млинка (пол. Młynka) — річка в Україні, у Чортківському районі Тернопільської області, ліва притока Серету (басейн Дністра).

## Опис
Довжина річки 10 км, похил річки — 7,8 м/км. Формується з багатьох безіменних струмків та водойм. Площа басейну 45,5км2.

## Розташування
Бере початок з водойми на північній околиці села Озеряни. Тече переважно на північний захід через села Залісся та Угринь і впадає в річку Серет, ліву притоку Дністра.